# Elvis Alieva

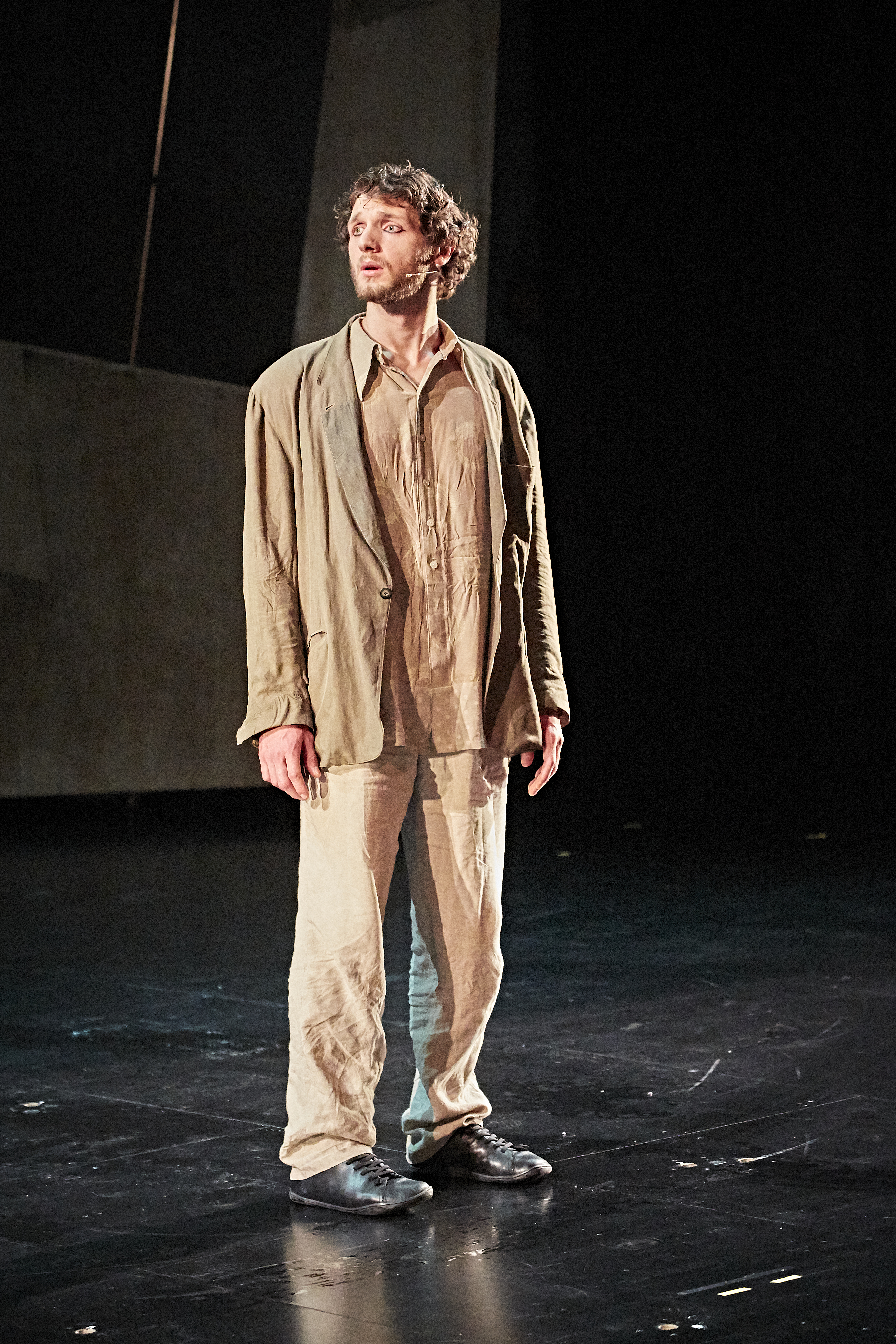
Elvis Alieva in „Fidèles d’amour 2 – Rebellion“ im Odeon Theater

Elvis Alieva (* 1991 im Kosovo) ist ein kosovarischer Schauspieler und Musicaldarsteller in Österreich. Er gehört dem Serapions-Ensemble des Odeon Theaters an.

## Leben
Der gebürtige Kosovo-Albaner studierte Schauspiel an der Schauspielschule Krauss in Wien. In seinem ersten Studienjahr spielte er eine Rolle im Ensemble Chor in der Produktion Die Vögel im Volkstheater Wien. Es folgten weitere Engagements im Bereich Theater und Fernsehen.
Im Jahr 2015 war er Teil des Bewegungsensembles der Neue Oper Wien in Schönberg in Erwartung und spielte den Koch Im weißen Rössl in der Volksoper Wien.
2016 spielte er im Theater an der Wien (Agrippina) und in der ORF-Fernsehserie CopStories als wiederkehrende Episodenrolle Nuri Mudarow. Außerdem verkörperte er die Figur Rex in der Uraufführung Wir Hunde (Volkstheater in Koproduktion mit den Wiener Festwochen) mit einer Spielzeit bis zur 6 ½ Stunden, wobei das Stück mit dem Nestroy Spezial-Preis ausgezeichnet wurde. Im selben Jahr wurde er Mitglied des Serapions Ensemble im Odeon Theater. Dort spielte er anderem die Hauptrolle in der Trilogie Fidèles d’amour.
In 2017 machte er die Paritätische Eignungsprüfung in Musical sowie Operette.
Elvis Alieva betreibt Fechten (Degen und Säbel), Bogenschießen, Capoeira, Jujitsu, Shaolin Kung Fu, Kickboxen, Muay Thai, Taekwondo, Iaido, Parkour, Akrobatik und Bodenturnen.

## Filmografie
- 2014: Operation Stonehenge – What Lies Beneath (Dokumentarfilm)
- 2015: SOKO Donau (Fernsehserie)
- 2017: Trakehnerblut (Fernsehserie)
- 2018–2019: CopStories (Fernsehserie)
- 2019: Walking on Sunshine (Fernsehserie)
- 2022: Fahndung Österreich (Fernsehserie)[1]
- 2022: Sine Meta Drom (Film)[2]
- 2022: Sahatçija (Film)
- 2024: 5 Minuten (Kurzfilm)
- 2025: Aktenzeichen XY... ungelöst

## Theater
| Jahr      | Stück                                                | Rolle                       | Sprache                           | Regisseur                                          | Theater                  |
| --------- | ---------------------------------------------------- | --------------------------- | --------------------------------- | -------------------------------------------------- | ------------------------ |
| 2014      | Die Vögel                                            | Vogelensemble               | Deutsch                           | Thomas Schulte-Michels                             | Volkstheater Wien        |
| 2015      | Schönberg in Erwartung                               | Bewegungsensemble           | Deutsch                           | Elisabeth Gabriel                                  | Neue Oper Wien           |
| 2015–2016 | Im Weißen Rössl                                      | Der Koch                    | Deutsch                           | Josef E. Köpplinger                                | Volksoper Wien           |
| 2015      | Turandot                                             | Imperial Guard              | Italienisch                       | Renaud Doucet                                      | Volksoper Wien           |
| 2016      | Agrippina                                            | div. Rollen & Stunt         | Deutsch                           | Robert Carsen                                      | Theater an der Wien      |
| 2016      | Wir Hunde / Us Dogs                                  | Rex                         | Deutsch                           | Signa Köstler und Arthur Köstler                   | Volkstheater Wien        |
| 2017      | Fidèles d’amour 1 – Das Rauschen der Flügel          | Der junge Mann (Hauptrolle) | Deutsch                           | Erwin Piplits, Mario Mattiazzo und Ivana Rauchmann | Odeon Theater            |
| 2017      | Fidèles d’amour 2 – Rebellion                        | Der junge Mann (Hauptrolle) | Deutsch                           | Erwin Piplits, Mario Mattiazzo und Ivana Rauchmann | Odeon Theater            |
| 2018      | Fidèles d’amour 3 – Der Ruf                          | Der junge Mann (Hauptrolle) | Deutsch                           | Erwin Piplits, Mario Mattiazzo und Ivana Rauchmann | Odeon Theater            |
| 2019–2020 | Lamento Allegro                                      | Der Oasenmann (Hauptrolle)  | Deutsch, Albanisch, Portugiesisch | Max Kaufmann, Mario Mattiazzo und Erwin Piplits    | Odeon Theater            |
| 2019      | Carmen – Das Musical                                 | Ensemble                    | Deutsch                           | Erik Petersen                                      | Musicalsommer Winzendorf |
| 2019      | Rusalka                                              | Diener                      | Tschechisch                       | Amelie Niermeyer                                   | Theater an der Wien      |
| 2019      | La Clemenza Di Tito                                  | Soldat                      | Italienisch                       | Sam Brown                                          | Theater an der Wien      |
| 2019      | Black Friday Event – Animation Action and Acrobatics | Artist                      | Deutsch                           | SHAD Performance                                   | Stadtpark Center Spittal |
| 2020      | Zaza                                                 | Der Clown                   | Italienisch                       | Max Kaufmann und Mario Mattiazzo                   | Theater an der Wien      |
| 2021      | Koom Posh                                            | Ensemble                    | Deutsch                           | Christof Loy                                       | Odeon Theater            |
| 2022      | Lamento Allegro (Wiederaufnahme)                     | Der Oasenmann (Hauptrolle)  | Deutsch, Albanisch, Portugiesisch | Max Kaufmann, Mario Mattiazzo und Erwin Piplits    | Odeon Theater            |

## Auszeichnungen
- 2016: Nestroy-Theaterpreis – Spezialpreis für Wir Hunde / Us Dogs